# 장착형 인증 모듈
장착형 인증 모듈(PAM: pluggable authentication module)은 다중 저 수준 인증 계획을 고 수준 API에 통합시키는 메커니즘이다. 이것은 인증에 의존하는 프로그램들이 독립적으로 인증 스킴에 쓰일 수 있게 한다.

## PAM에 대한 비판
대부분의 PAM 구현들이 원격 클라이언트 즉, 그들 자체와의 인터페이스가 없기 때문에, PAM은 저절로 유닉스 환경에서 흔히 사용되는 SSO인 커베로스를 구현할 수 없다. 이것은 XSSO 표준과 SPNEGO와 SASL 같은 진보된 기술들의 "주요 인증" 부분으로서 SSO의 결합으로 이어진다. 이 기능의 부족은 또한 SSH가 자신의 인증 메커니즘 협상을 하는 이유이기도 하다.
대부분의 PAM 구현들에서 pam_krb5은 단지 TGT(Ticket Granting Tickets)만 페치하는데 이것은 SSO 환경에서 오직 초기 로그인 시에만 사용된다. 특정한 애플리케이션을 위한 서비스 티켓을 페치하고 사용자가 비밀번호를 다시 치지 않게 하기 위해서는 pam_krb5가 자체적으로 자신의 서비스 티켓을 얻지 못하기 때문에 애플리케이션이 반드시 커베로스를 지원하기 위해 기록되어 있어야 한다.

## 같이 보기
- JAAS
- 리눅스 PAM
- OpenPAM